# ʔakink̓umǂasnuqǂiʔit
Tobacco Plains Indijanci (Akan'kunik, Akanekunik, Yaketahnoklatakmakanay, ʔakink̓umǂasnuqǂiʔit), jedna od (danas) sedam lokalnih grupa Upper Kutenai Indijanaca iz doline Tobacco Plains, porodica Kitunahan, nastanjeni na rezervatu Tobacco Plains Reserve u Britanskoj Kolumbiji kod Grasmerea na granici s Montanom. 
U području Tobacco Plainsa (otuda i ime) Indijanci su uzgajali duhan, a svaka banda imala je svoju vlastitu mješavinu koju su koristitili prilikom plemenskih sastanaka ili u trgovini s drugim bandama. Poznati su i kao Akan'kunik (ʔakink̓umǂasnuqǂiʔit) ili  'people of the place of the flying head' .

## Vanjske poveznice
- Tobacco Plains Indian Band a part of the Ktunaxa Nation  Arhivirana inačica izvorne stranice od 2. travnja 2012. (Wayback Machine)
- Canadian Indian Bands, Gens and Clans